# New Orleans-i csata
A New Orleans-i csata néven ismert összecsapás 1815. január 8-án zajlott a Sir Edward Pakenham által vezetett brit és az Andrew Jackson vezette amerikai hadsereg között, a brit–amerikai háború utolsó aktusaként. A csatára New Orleans városától körülbelül 5 kilométerre, délkeletre került sor, a Louisiana állambeli Chalmette település közelében. A harc az amerikaiak fölényes győzelmével, és a brit haderő súlyos vereségével zárult, a britek parancsnoka is életét veszítette.
A csatára közvetlenül a genti békeszerződés 1814. december 24-i aláírása után került sor, még mielőtt a frontok tudomást szerezhettek volna a szerződésről. Andrew Jackson, a későbbi amerikai elnök csapatai könnyen legyőzték a szervezetlen brit támadást valamivel több, mint 30 perc alatt, annak ellenére, hogy a brit csapatok nagy túlerőben voltak. Az amerikaiak 62 katonát vesztettek el, a brit veszteség 2459 személy körül volt.